# Leistungsorientierte Krankenanstaltenfinanzierung
Das System der Leistungsorientierten Krankenanstaltenfinanzierung (kurz LKF-System) ist die 1997 eingeführte österreichische Version eines DRG-Systems.

## Beschreibung
DRG-Systeme stehen seit Anfang der 1980er Jahre unter anderen in den USA und seit kürzerer Zeit auch in Deutschland zur Finanzierung von Spitälern in Verwendung. Mit dem LKF-System in Österreich werden bei etwa der Hälfte, also bei ca. 140 der insgesamt 264 österreichischen Krankenhäuser, Geldmittel verteilt. Insgesamt hatten im Jahr 2004 die betroffenen 140 Krankenhäuser jährliche Kosten von etwa 8,5 Milliarden Euro, drei Viertel davon für den stationären Bereich, 13 % für die Spitalsambulanzen und der Rest für sonstige Ausgaben (wie Krankenpflegeschulen, Forschungsstellen etc.). 
Diese 140 sogenannten landesfonds-finanzierten Krankenhäuser stellen etwa drei Viertel der insgesamt ca. 63.000 Spitalsbetten und versorgen ca. 90 % der stationären Patienten bzw. der 2,5 Millionen Krankenhaus-Aufenthalte (wobei hier auch fast 15 % sogenannte 0-Tagesfälle oder synonym gebraucht 1-Tagespflegen in den stationären Kosten enthalten sind, die man aber auch als ambulante Behandlung definieren könnte). Seit dem Jahr 2002 werden zusätzlich auch Sozialversicherungsmittel in Höhe von ca. 70 Millionen Euro jährlich auf etwa 45 Privat-Spitäler nach dem LKF-System aufgeteilt.
Vor der Einführung des LKF-Systems wurde im Wesentlichen nach einem Pauschalbetrag pro Spitalstag abgerechnet. Das konnte dazu führen, dass manche Spitäler Patienten länger als medizinisch notwendig im Spital behielten, sofern natürlich Betten frei waren und die Patienten von der Notwendigkeit eines längeren Aufenthalts zu überzeugen waren. Durch das LKF-System kam es nun zu einer Umstellung: das Spital erhält zwar wieder einen Pauschalbetrag, der aber nun vor allem von der Diagnose und der Leistung (z. B. Operation, Chemotherapie, Herzkatheteruntersuchung etc.) abhängig ist, und zwar innerhalb bestimmter sogenannter Belagsdauerober- und -untergrenzen.
Beispielsweise wird die Operation der Gallenblase mit 3.541 LKF-Scoringpunkten bewertet, unabhängig davon ob der Patient bzw. die Patientin 5 Tage oder 13 Tage im Spital bleiben musste. Erst bei noch kürzeren oder noch längeren Aufenthalten kommen dann wieder tageweise Punktezuschläge bzw. -abschläge zum Tragen.
Generell sind die LKF-Punkte als Vergleichswert zu sehen, die dann je nach Bundesland, aber auch je nach Spital zu einer komplizierten Auszahlung in Euro führen. Häufig gibt es eine sogenannte Betriebsabgangsdeckung, wo also ein Financier, meist die öffentliche Hand, sich bereit erklärt, den Verlust (Betriebsabgang) zu bezahlen. In der ursprünglichen Kalkulation der LKF-Scoringpunkte ging man von der Größe 1 Punkt = 1 Euro aus, durch die oben genannten Umstände kann aber dann de facto für einen Punkt z. B. nur 60 Cent bezahlt werden, weil noch aus anderen Bereichen ("Töpfen") Geld gegeben wird und umgekehrt nicht alle Mittel in den "LKF-Topf" eingebracht werden.
Finanzierungsrelevante Dokumentationsgrundlagen für das LKF-System sind neben einigen typischen Patientendaten wie Geburtsdatum, Geschlecht, Station, Aufnahme- und Entlassungsdatum vor allem die Diagnosen nach ICD-10 und die Leistungen nach einem österreichspezifischen Leistungskatalog.
Einige Sonderbereiche wie Intensivstationen, Bereiche der Geriatrie und anderes fließen noch in die Finanzierung ein.